# Martino Martini (gesuita)
Martino Martini (in cinese: 卫匡国, pinyin: Wei Kuangguo, citato anche come "Martin" o "Martinius"; Trento, 20 settembre 1614 – Hangzhou, 6 giugno 1661) è stato un gesuita, storico, geografo e cartografo italiano.
Ha operato principalmente nella Cina imperiale. Fu, in Europa, il primo compilatore di una grammatica cinese (nello stile occidentale), il primo storico sia della Cina Antica sia dell'epoca Qing, il primo geografo europeo in grado di attingere alla tradizione cartografica della burocrazia amministrativa cinese, attento al gusto barocco nell'arricchire le proprie mappe.

## Biografia

### Primi anni

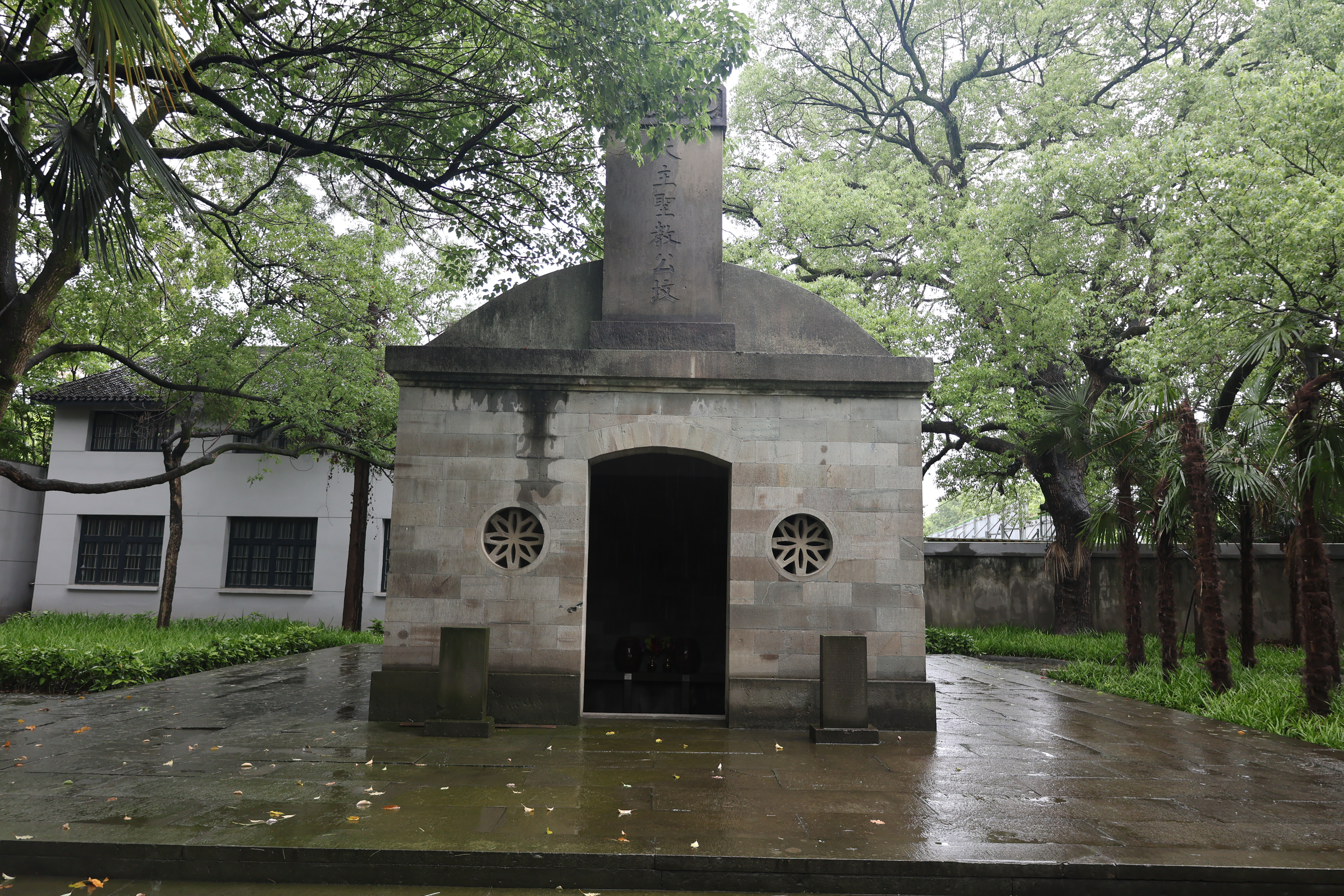
La tomba di Martini a Hangzhou

Nacque da una famiglia di mercanti a Trento, sede dell'omonimo principato vescovile, che faceva parte del Sacro Romano Impero. Terminati gli studi superiori a Trento nel 1631, Martini entrò l'anno seguente nella Compagnia di Gesù e fu mandato a Roma per studiare lettere classiche e filosofia presso il Collegio Romano (1634-37). Tuttavia, il suo interesse principale era per l'astronomia e la matematica (disciplina che Martini studiò con diversi docenti, tra cui anche il giovane Athanasius Kircher). La sua richiesta di andare missionario in Cina ("indipeta", secondo la terminologia dell'epoca) gli era già stata accordata da Muzio Vitelleschi, allora preposito generale della Compagnia di Gesù. Concluse i suoi studi teologici in Portogallo (1637-39) e fu ordinato sacerdote a Lisbona nel 1639.

### Nell'impero cinese

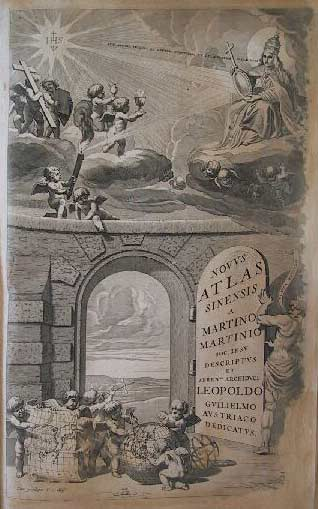
Frontespizio del Novus Atlas Sinensis (1655)

Nel 1640 salpò da Lisbona per le Indie orientali assieme ad altri ventiquattro gesuiti e arrivò a Macao nel 1642, dove studiò cinese per un certo tempo. Nel 1643 attraversò il confine e si stabilì a Hangzhou, capoluogo della provincia di Zhejiang, dove iniziò l'attività di missionario. Da lì fece molti viaggi allo scopo di raccogliere informazioni scientifiche, specialmente sulla geografia dell'impero cinese: visitò molte tra le 15 Province e alcune delle principali città, tra cui Macao, Canton, Hangzhou, Pechino e la Grande muraglia.
Durante la sua lunga permanenza in Cina, Martini apprese la lingua locale, avvalendosi anche dell'esperienza maturata dai confratelli, come Matteo Ricci, Michele Ruggieri e Giulio Aleni. Martini, per la prima volta per un europeo, redasse la propria opera geografica e cartografica proprio basandosi sulla conoscenza del territorio elaborata in precedenza, accumulando i dati di migliaia di cartografi cinesi e soprattutto sull'opera di Luo Hongxian 羅洪先 (1504-1564) nella sua mappa Guang yu tu 廣與圖. Nella descrizione della Cina, in generale, ed anche delle singole Province, l'atlante di Martini è nettamente più preciso delle descrizioni geografiche di Ricci. La sua opera più nota, intitolata Novus Atlas Sinensis (1655), fu pubblicata non solo in latino, ma anche in spagnolo, francese, olandese e tedesco: il fatto che l'editore, Joan Blaeu, fosse uno tra i maggiori dei Paesi Bassi (essendo cartografo ufficiale della Compagnia olandese delle Indie orientali di Amsterdam) assicurò alla sua opera ampia diffusione: anche perché l'Atlante fu incluso all'interno del cosiddetto Atlas Maior, che comprendeva una serie di volumi consecutivi, che molti collezionisti acquistavano in blocco pur senza avere un interesse specifico per l'Asia Estrema - anche se il metodo di vendita usato dai Blaeu permetteva anche di comprare il singolo volume a sé stante.
Nel 1651 Martini partì per Roma come delegato delle missioni superiori cinesi. Approfittò del lungo ed avventuroso viaggio, andando prima nelle Filippine e, da lì, a bordo di una nave olandese raggiunse il porto di Bergen, in Norvegia, il 31 agosto 1653. Presentò le informazioni in suo possesso a sovrani ed alti prelati e membri dell'aristocrazia cattolica, tra cui anche l'imperatore Ferdinando III d'Asburgo.
Inoltre, mentre era in viaggio verso Roma, incontrò editori e tipografi e grandi mercanti della Compagnia olandese delle Indie Orientali o VOC (calvinisti),  ad Amsterdam, Anversa, Vienna e Monaco di Baviera per sottoporre loro gli scritti storici e cartografici che aveva preparato. I suoi lavori stampati e le sue brillanti conferenze pubbliche lo resero famoso
Le mappe e le descrizioni di Martini edite da Blaeu rimasero il più preciso riferimento riguardo al territorio cinese disponibile in Europa fino a 1737, anno di pubblicazione dell'Atlas de la Chine da parte del cartografo francese Jean Baptiste d'Anville.

### La questione dei riti cinesi

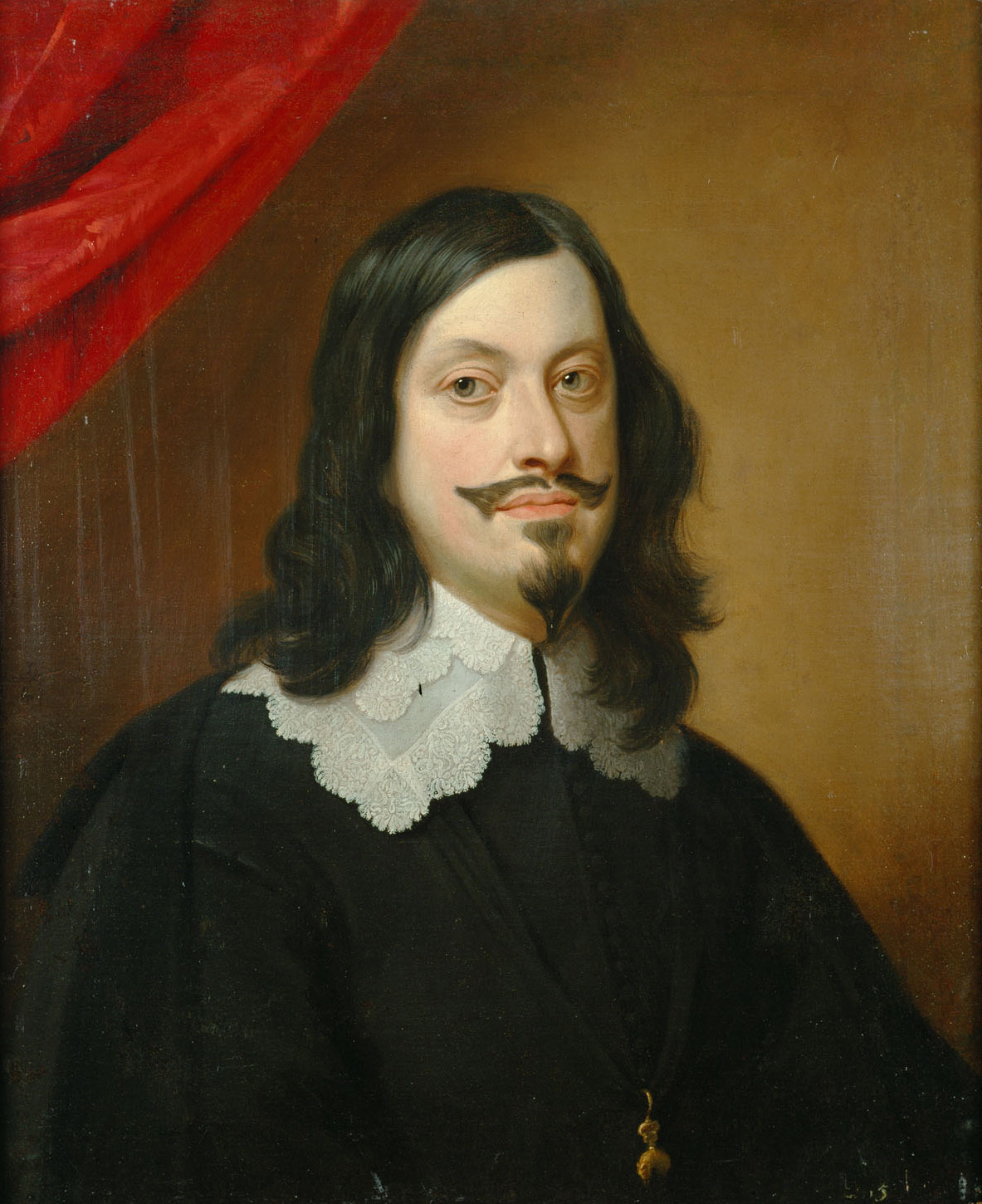
L'imperatore Ferdinando III d'Asburgo

Raggiunse Roma solo nella primavera del 1655.
A Roma si svolse la parte più difficile del suo viaggio. Egli aveva portato (per sottoporla agli uffici della Santa Sede) una comunicazione lunga e dettagliata dai gesuiti missionari in Cina, in difesa della loro inculturazione missionaria ed approccio religioso: la cosiddetta "controversia dei riti cinesi" (venerazione degli antenati e altre pratiche permesse ai nuovi cristiani). Discussioni e dibattiti andarono avanti per cinque mesi, alla fine dei quali Propaganda Fide promulgò un decreto in favore dei gesuiti (23 marzo 1656). La battaglia era vinta, ma la controversia non era placata.

### Ritorno in Cina
Nel 1658 fece ritorno in Cina, dopo un viaggio molto faticoso, portando con sé il decreto favorevole. Egli si occupò di nuovo delle attività pastorali e missionarie nella zona di Hangzhou dove costruì (1659-61) una chiesa a tre navate considerata una delle più belle tra quelle presenti in Cina, oggi denominata Cattedrale dell'Immacolata Concezione ad Hangzhou. Appena terminata l'edificazione della chiesa, egli morì di colera (1661).

### I viaggi di Martini

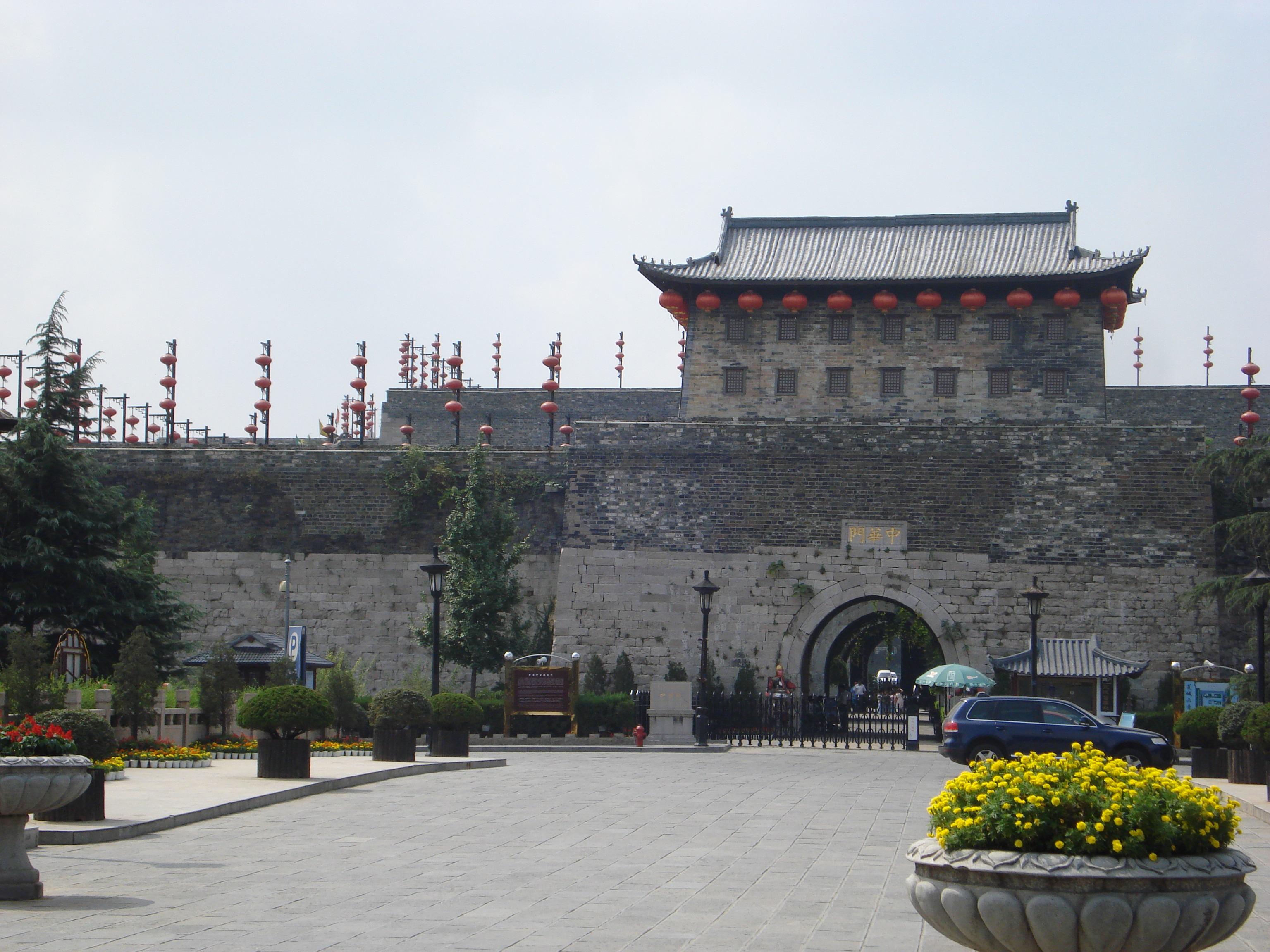
Entrata meridionale delle mura di Nanchino

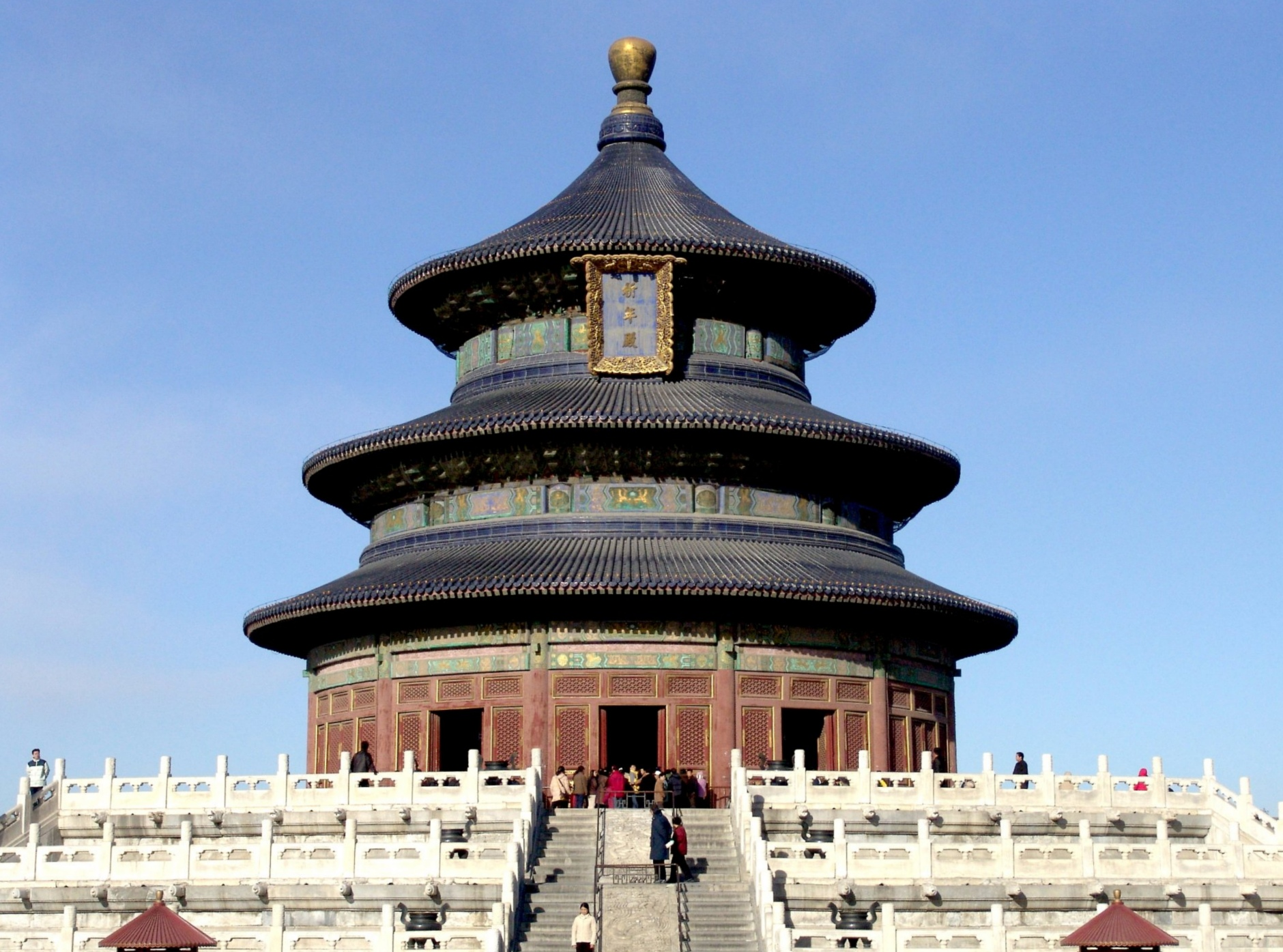
Il Tempio del cielo di Pechino

Di seguito un elenco delle città in cui Martini è stato durante i suoi lunghi viaggi, visitando almeno quindici Stati in Europa e sette Province dell'Impero cinese.
In ordine cronologico (Bertuccioli, 1998, pp. 515–519) Martini viaggiò o soggiornò nelle province cinesi di Guangdong, Jiangxi, Fujian, Zhejiang, Nanjing, Shandong e Beizhili (Beijing: Pechino): ovvero, per ricalcare la suddivisione che egli stesso aveva proposto nel Novus Atlas Sinensis, tutte le sei province dell’Impero confinanti con il mare a sud o a est (Martini, 1655, p. 3, traduzione italiana, 2002, p. 238), con l’aggiunga inevitabile della provincia di Jiangxi attraverso cui si poteva raggiungere il Grande Canale dal Passo dei Susini nelle montagne a nord di Canton.
Inoltre fece tappa in India, Giava, Sumatra, Filippine e Sudafrica
Dopo aver studiato a Trento e a Roma, Martini ha raggiunto Genova, Alicante, Cadice, Sanlúcar de Barrameda (porto vicino a Siviglia in Spagna), Siviglia, Évora (Portogallo), Lisbona, Goa (sulla costa occidentale della penisola indiana), Surat (sulla costa nordoccidentale della penisola indiana), Macao (amministrata dai Portoghesi, sulla costa cinese meridionale), Canton ossia Guangdong (capitale della provincia di Guangdong), Nanxiong (tra le montagne nella parte settentrionale della provincia di Guangdong), Nanchang (capitale della provincia di Jiangxi), Jiujiang (nella parte nordoccidentale della provincia di Jiangxi), Nanchino ossia Nanjing (capitale dell'attuale provincia di Jiangsu, che all'epoca di Martini era chiamata Provincia di Jiangnan), Hangzhou (capitale della provincia di Zhejiang) e Shanghai.
Attraversando la provincia di Shandong ha raggiunto Tianjin (porto nella provincia di Pechino), Pechino (capitale della provincia di Pechino, e dell'Impero), Nanping nella provincia di Fujian, Wenzhou (nella parte meridionale della provincia di Zhejiang, dove ancora le truppe filo-Ming resistevano contro i mancesi), Anhai (porto nel Fujian meridionale), Manila (capitale delle Filippine), Makassar (importante porto sull'isola di Sulawesi, colonia portoghese fino al 1667 poi conquistata dagli olandesi), poi prigioniero oppure ospite dei funzionari protestanti della VOC olandese a Batavia (Giacarta) capitale dell'impero coloniale della VOC olandese, nell'isola di Sumatra; Città del Capo (una sosta di venti giorni nel forte che il governatore olandese Jan van Riebeeck aveva costruito nel 1652), Bergen in Norvegia, Amburgo in Germania (non risulta sia transitato da Copenaghen in Danimarca, anche se era in contatto epistolare con Ole Worm, conosciuto anche come Olaus Wormius: lettera del 27-2-1654, Opera Omnia vol. 1 1998 pagina 255), Anversa e Bruxelles in Belgio (dove incontrò l'arciduca d'Austria Leopoldo Guglielmo), Leida (con lo studioso Jacob van Gool detto Golius) e Amsterdam in Olanda (dove conobbe il famoso cartografo Joan Blaeu); quasi sicuramente alcune tappe in territorio francese, poi Monaco di Baviera, poi il Padiglione di caccia di Ebersdorf (dove incontrò l'Imperatore Ferdinando III d'Asburgo), e infine Roma.
Per il suo ultimo viaggio (dall'11 gennaio 1656 al 17 luglio 1658) Martini è salpato da Genova; per sfuggire ai pirati è riparato sulle Isole di Hyères in Costa Azzurra, proseguì poi per Alicante, Lisbona, Goa, la colonia portoghese di Larantuka sull'isola di Flores in Indonesia, con una sosta di oltre un mese, Makassar (dove incontrò il padre domenicano Domingo Navarrete), Macao, ed infine Hangzhou dove morì.
Nel 2014 è stato riscoperto e venduto ad un'asta un magnifico ritratto dal vero di Martini (precedentemente catalogato come "presunto ritratto di Jan Hus"), dipinto a Bruxelles nel 1654 dalla celebre pittrice fiamminga Michaelina Woutiers, originaria dei Paesi Bassi Spagnoli (attuale Belgio). Il quadro, olio su tela 69,5 x 59 cm, reca una firma in alto a sinistra e la datazione: "Michaelina Wautier fecit 1654". Un'altra scritta, in caratteri cinesi, recita "Wei Kuangguo" (ossia la grafia del nome che il missionario aveva assunto in Cina). È molto probabile che la pittrice abbia ritratto il missionario dal vivo durante un incontro con Leopoldo Guglielmo d'Asburgo a Bruxelles, dove Martini transitò nel 1654.

### I suoi scritti
Tra le opere maggiori di Martino Martini occorre ricordare soprattutto la prima grammatica del cinese mandarino del 1652-53, compilata secondo l'uso occidentale, nonché la prima grammatica del cinese stampata e pubblicata nel 1696: Grammatica Linguae Sinensis.
Nel 1654 scrisse il primo censimento della presenza cattolica in Cina per quell'epoca: Brevis Relatio de Numero et Qualitate Christianorum apud Sinas
Nel 1654 scrisse la prima cronaca occidentale dell'invasione Qing e del tracollo della dinastia Ming (1644-1646): De Bello Tartarico Historias, che suscitò molta eco tra i suoi contemporanei: è corredata da una carta geografica della Cina molto grossolana.
La sua fama come geografo e cartografo (anche per la scelta, rivoluzionaria a quell'epoca, di affidarsi a una casa editrice protestante: Joan Blaeu di Amsterdam, considerata la migliore sia per la qualità dei rami incisi, sia per la capillarità della distribuzione) sarà affidata alla pubblicazione, nel 1655, del Novus Atlas Sinensis, il primo atlante occidentale a stampa basato su fonti cinesi e completo di tutte le mappe della Cina continentale (non solo le coste).
Nel 1658, la prima opera occidentale di storia antica della Cina: Sinicae Historiae Decas Prima (di cui aveva annunciato che avrebbe scritto anche un seguito)
Nel 1661, la prima antologia di scrittori occidentali sull'Amicizia, in cinese: Qiu you pian.
Inoltre, come tutti i missionari gesuiti di allora, Martino Martini fu autore di un corposo epistolario e di molti scritti brevi (la maggior parte raccolti nel volume I dell'Opera Omnia, 1998, oppure nel volume VI edito nel 2020).

## Apprezzamenti nei secoli successivi
Le sue conferenze in Europa ispirarono numerosi personaggi a intraprendere viaggi verso la Cina, e le sue opere a stampa suscitarono interesse per secoli: non soltanto tra geografi e cartografi (da Johan Nieuhof a D'Ainville) ma anche filosofi ed intellettuali come Voltaire e Carlo Cattaneo.
Nel 1877, il geologo tedesco Ferdinand von Richthofen definì Martini «Il più grande geografo della missione Cinese, che non è stato uguagliato da nessun altro nel XVIII secolo… Non ci sono stati altri missionari, né prima, né dopo, che hanno fatto un uso così diligente del proprio tempo nell'acquisire informazioni riguardanti il paese.» (China, 1877, I, 674).
Gli storici delle discipline scientifiche ed umanistiche del nostro tempo sono sempre più interessati alle opere di Martini. Il suo contributo nel campo delle conoscenze geografiche europee riguardo alla Cina ha letteralmente segnato un punto di svolta definitivo. Secondo uno storico olandese, “The ornately decorated Novus Atlas Sinensis (1655) was an eye-opener [apritore-d’-occhi] for European readers, including both an improved general map of East Asia, a detailed map for each Province, and extensive textual descriptions. These maps indicate borders both administrative and external, and, for certain areas, included improved data based on in-person observations.” (CAMS, 2017, p. 15).
Dal 1983 a Martino Martini è intitolato l'Istituto d'istruzione di Mezzolombardo, in provincia di Trento.
In un articolo pubblicato sul Corriere della Sera il 20 marzo 2019, il presidente cinese Xi Jinping ha menzionato Martino Martini come uno dei protagonisti della conoscenza reciproca tra Cina e Italia, assieme a Virgilio, Pomponio Mela e Marco Polo.

### Martino Martini nella cultura popolare
Nella serie televisiva "E alla fine arriva mamma" (serie 8, episodio 24, intitolato "Qualcosa di nuovo"), mentre Robin e Barney conversano, si vedono due mappe dall'Atlante di Martino Martini, appese in cornice alle pareti di un ristorante elegante di New York: per la precisione, quella in alto rappresenta la provincia di Pechino, e quella in basso Fujian.

### Il Centro Studi
Nel 1997 un gruppo di docenti dell'Università di Trento ha fondato l'associazione culturale Centro Studi "Martino Martini". Il gesuita è stato scelto in quanto «propugnatore ante litteram del dialogo e della cooperazione fra le civiltà europea e cinese.»
L'associazione sta curando la pubblicazione dell'opera omnia di Martini e l'allestimento di alcune mostre, concentrate in particolare sull'importanza della sua opera geografica e cartografica. In occasione di una mostra esposta anche a Pechino nel 2007, la Repubblica Popolare Cinese ha prodotto una serie di francobolli commemorativi con anche un annullo speciale. Nell'ambito delle celebrazioni del quattrocentesimo anno dalla nascita, anche le Poste italiane hanno realizzato un francobollo commemorativo con annullo speciale, a partire da sabato 8 marzo 2014.

### Convegni internazionali
Durante un convegno internazionale organizzato nella città di Trento (sua città natale) nel 1983, un membro dell'Accademia Cinese di Scienze Sociali, il professore Ma Yon disse: «Martini fu il primo a studiare la storia e la geografia Cinese con obiettivo rigore scientifico, l'ampiezza della sua conoscenza della cultura cinese, l'accuratezza delle sue ricerche, la profondità della sua comprensione dei concetti cinesi sono esempi per i moderni sinologi».
Un altro Convegno internazionale è stato organizzato a Trento dal 15 al 17 ottobre 2014, con titolo "Martino Martini uomo del dialogo (Trento 1614 - Hangzhou 1661): le sue opere nella cultura tedesca e italiana".
Sempre nel 2014 un altro Convegno verteva sull'influenza di Martino Martini sulla storia della cartografia occidentale.

## Opere
- De Bello Tartarico Historia, Anversa, 1654: è importante come cronaca della storia Cinese della metà del Seicento, in cui Martini stesso fu testimone di avvenimenti spaventosi che hanno determinato la detronizzazione della dinastia Ming dopo l'invasione mancese (i futuri Qing).
- Novus Atlas Sinensis, Amsterdam, 1655: è l'opera più importante di Martini, con 17 mappe e 171 pagine; un lavoro che è, come ha scritto il geografo e geologo tedesco Ferdinand von Richthofen, "la descrizione più completa che possediamo della Cina".
- Brevis Relatio de Numero et Qualitate Christianorum apud Sinas, Roma, 1654.
- Sinicae Historiae Decas Prima, Monaco di Baviera, 1658: del grande lavoro cronologico che Martini aveva programmato, nel quale era compresa tutta la storia cinese a partire dai primi anni della più remota antichità, fu pubblicato solo il primo volume, che arriva fino alla nascita di Gesù.
- Grammatica Linguae Sinensis: 1652-1653. La prima grammatica del cinese mandarino manoscritta, nonché la prima grammatica della lingua cinese ad essere stampata e pubblicata in M. Thévenot Relations des divers voyages curieux (1696).
- Trattato sull'Amicizia, Hangzhou, 1661 (in cinese): potrebbe essere la prima antologia di autori occidentali disponibile in traduzione cinese (le selezioni del Martini provengono dalle opere greche e romane sul tema dell'amicizia e della fiducia).